# آغاز بهار (فیلم)
آغاز بهار (لهستانی: Przedwiośnie) یک فیلم درام تاریخی لهستانی به کارگردانی فیلیپ بایون است که در سال ۲۰۰۱ منتشر شد. این فیلم اقتباسی از رمان آغاز بهار (۱۹۲۴) اثر استفان ژرومسکی است.

## گزیدهٔ بازیگران
- ماتئوش دامینتسکی
- کریستیانا یاندا
- یانوش گایوس
- دانیل اولبریخسکی
- ماوگوژاتا لوینسکا
- اوروشولا گرابوفسکا
- کارولینا گروشکا
- ماچئی اشتور
- روبرت گونرا
- کشیشتف گلوبیش
- یان نووینسکی
- وویچیخ شمیون
- بوریس شیتس
- الکساندر بلیاوسکی
- کاتاژینا وانیفسکا
- دانوتا شافلارسکا
- تِـرِسا اشمیگیلوونا
- آلیتسیا یاخیه‌ویچ
- مارچین دوروچینسکی
- آگاتا کولشا
- آدام هانوسکیویچ
- استانیسواف باناشوک
- یاکوب پشبیندوفسکی